# 長隆野生動物世界
長隆野生動物世界（原名香江野生動物世界）位于中华人民共和国廣東省廣州市番禺區大石街道，于1997年12月26日落成及启用，佔地約800公頃，引进了逾500种、近20,000只動物，為亚洲規模最龐大的私立动物园，被评級为中國首批國家5A級旅遊景區之一。
長隆野生動物世界大致分为步行浏览区和乘车/自驾车浏览区，其中於2004年年底設立的自驾车项目比較受到欢迎，於落成後首年自驾游数量就逾100,000辆。
長隆野生动物世界与長隆飛鳥樂園、长隆欢乐世界、长隆水上乐园、长隆国际马戏大剧院、长隆酒店及香江大酒店同属广东长隆集团。

## 历史
香江野生動物世界由番禺香江实业有限公司投资开发经营，与长隆欢乐世界、长隆大马戏、长隆酒店、香江大酒店同属广州长隆集团，1994年由国家林业部正式批准立项，在番禺大石镇建设开发，于1997年12月26日试业开放，是中国首个由私营企业投资管理的大型野生动物园，2000年底被国家旅游局评为国家首批5A级旅游景区。2004年11月6日，全新的自驾车游览区在奠基开工，并于2004年12月26日建成开放。
"香江野生動物世界"于2012年12月26日正式更名为“长隆野生动物世界”。

## 組成部分

### 乘車/自驾车遊覽區
長隆野生动物世界原有的乘车游览区分为亞洲莽原、非洲草原及猛獸地帶，遊客可乘观光巴士遊覽区内的动物。而新落成的自驾车游览区是在原乘车游览区的基础上扩大改建的，依据山形地貌等自然环境，将整个自驾区分为亚洲大陆、非洲大陆等区域。在每个区里再分出小区，如东南亚、中亚、西亚、东北亚，非洲草原、非洲沼泽、非洲丘陵等，每个小区按照各地的风情特色，相应设立具有代表性的图腾、建筑。车程估计有一个小时。 而原乘车区的游览观光巴士则改成了敞开式的小火车。
- 乘車遊覽區內的駱駝
- 乘車遊覽區內的老虎
- 乘車遊覽區內的長頸鹿
- 乘車遊覽區內的斑馬

### 步行遊覽區
在長隆野生动物世界的步行游览区内，遊客可以徒步跟各種野生動物近距離接觸。此外步行游览区内還有與一些幼年野獸合照的照相館、以及北极熊冰上杂技、南美海狮、亚洲大象、澳洲鹦鹉、泰国鳄鱼表演等众多表演项目供游客欣赏。

## 其他
- 2004年12月26日上午10時10分，在長隆野生動物世界為該動物園「自駕車觀賞野生動物」活動試營運首日典禮的兩頭原本溫馴的大象突然受驚，拔足衝向人群，造成4人受傷。由於發生時間與印度洋海嘯時間相若（曼谷当地时间上午07:58:55即中國時間上午08:58:55），科學家認為這兩頭大象或受感應而一反常態，作出受驚的行為。
- 2014年7月29日凌晨，在長隆野生動物世界的大熊猫菊笑分別誕下三胞胎貓熊寶寶，於2015年2月1日獲得中国大熊猫保护研究中心的「全部存活認證」，成為全球現存唯一的貓熊三胞胎。
- 2018年，Minecraft加入熊貓之前，為了給貓熊創造遊戲中的聲音，Mojang的首席聲音設計師Samuel Åberg親自到這裡錄製了真正貓熊的聲音。